# Cani da montagna

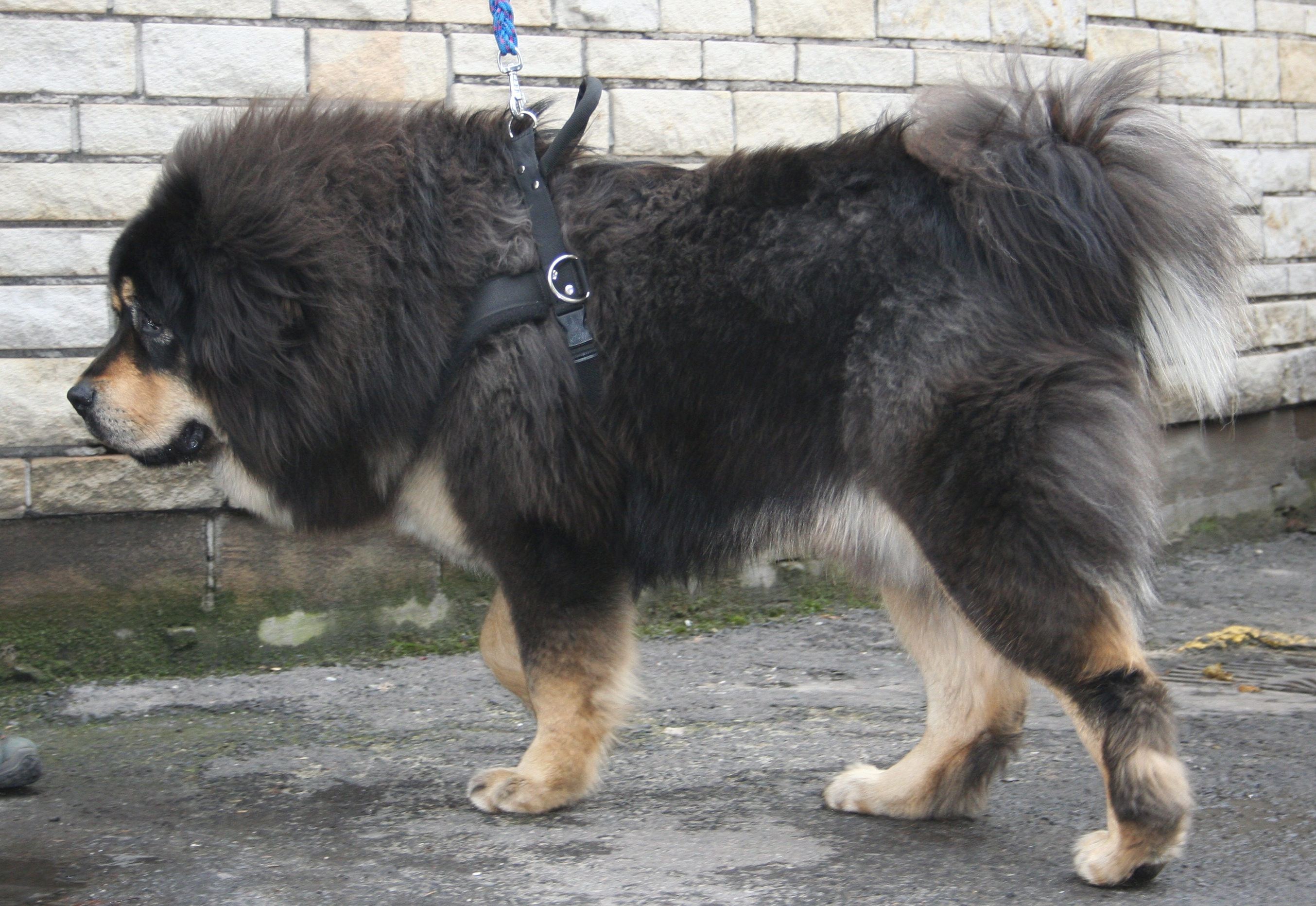
Esemplare di mastino tibetano.

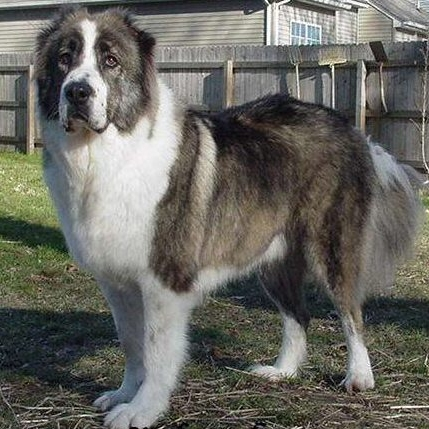
Esemplare di Mastino dei pirenei.

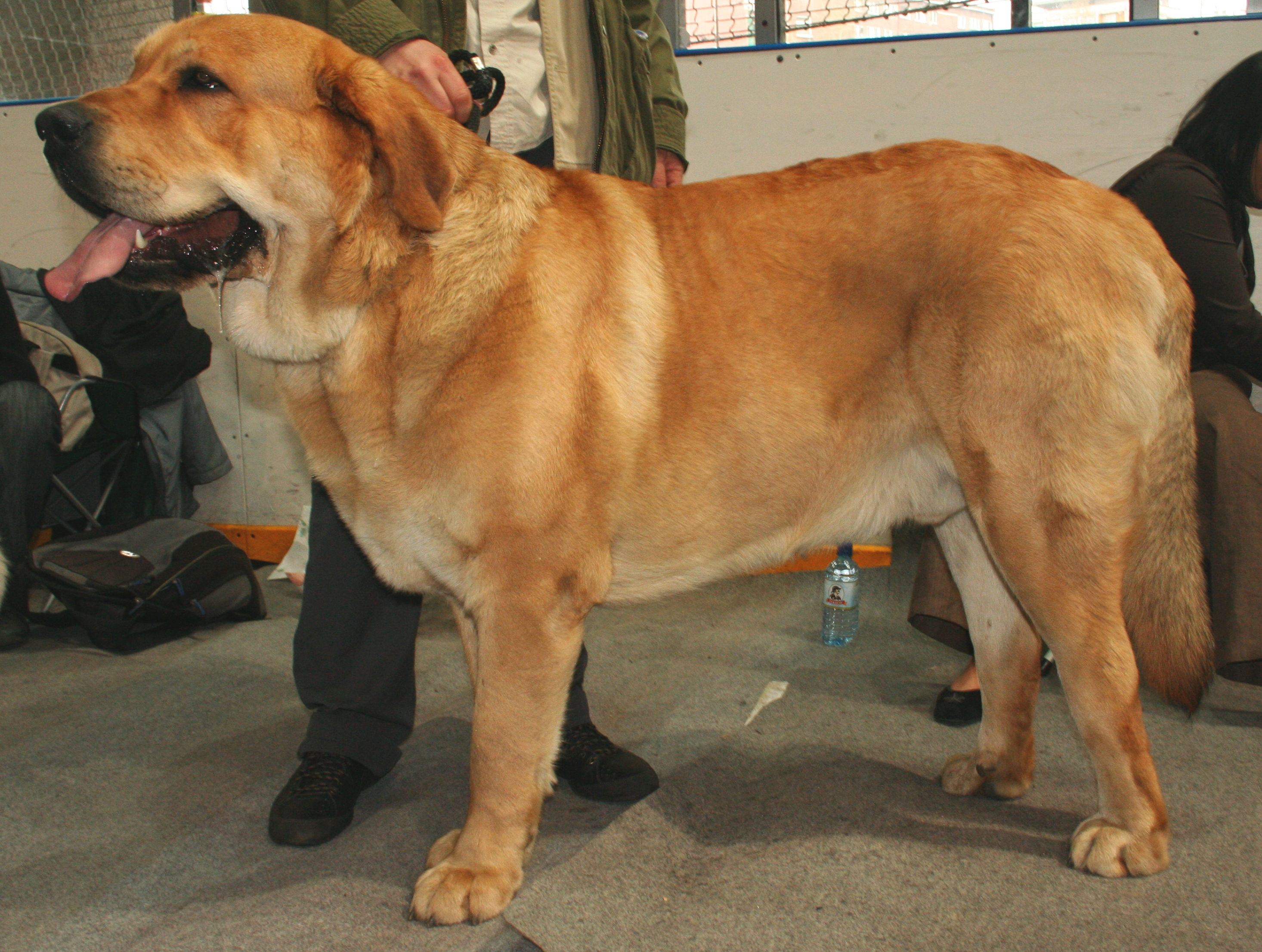
Esemplare di mastino spagnolo.

I cani da montagna sono una delle principali tipologie di molossoidi, probabilmente la più antica. Si tratta di un vastissimo gruppo di razze canine, la FCI ne riconosce una ventina nella sezione 2.2 del gruppo 2 (molossoidi tipo cane da montagna, appunto), anche se andrebbero inserite tra di loro anche una decina di razze attualmente catalogate nel gruppo 1 (cani da pastore); se si considerano le innumerevoli varianti locali, e quelle ancora non riconosciute ufficialmente, si raggiunge agevolmente un numero vicino al centinaio di razze.

## Caratteristiche
Il compito principale di questi cani è sempre stato quello di difendere le proprietà, e principalmente quello di custodire il gregge dai predatori (e dai ladri di bestiame). Per svolgere questo lavoro serve una struttura fisica imponente e robusta, una folta pelliccia che protegga dalle intemperie (e, almeno in parte, dagli attacchi dei nemici), ma soprattutto un carattere fiero, indipendente, territoriale ed un forte attaccamento ai beni da proteggere. Le razze adibite a questo tipo di lavoro costituiscono il gruppo dei Pastori-custodi (vedi Cane da pastore).
Queste caratteristiche (più o meno accentuate dalle condizioni geografiche, ambientali, climatiche e culturali della zona in cui si è sviluppata la razza) le ritroviamo con una impressionante continuità in una serie di razze distribuite su un territorio che si estende dal Portogallo (citiamo solo una delle razze di pastori-custodi locali, il Rafeiro do Alentejo), fino agli altopiani del Tibet (Mastino tibetano).
Fanno parte della categoria dei cani da montagna anche alcune razze, per lo più derivate da selezione o incroci con antichi custodi del gregge, che sono nate in tempi relativamente recenti per scopi diversi dalla guardia (soccorso, compagnia): ad esempio il Cane di San Bernardo (disceso dall'antico mastino alpino), il Cane di Terranova, il Leonberger.